# Selvi Clua
Selvi Clua (El Pinell de Brai, Tarragona, 29 de enero de 2005), es un futbolista español que juega en la demarcación de centrocampista en la UD Almería de la Segunda División de España.

## Biografía
Tras formarse como futbolista en las categorías inferiores del CF Reus Deportiu y Gimnàstic de Tarragona, se marchó a la disciplina del Girona FC. Debutó con el segundo equipo el 11 de diciembre de 2022 contra el CE L'Hospitalet, encuentro que ganó por 4-1 el equipo gerundense. El 20 de agosto de 2023 debutó con el primer equipo en un partido de Liga contra el Getafe CF.
Tras su periplo en el Girona FC, el 31 de enero de 2025 fue traspasado a la UD Almería, en donde firmó hasta 2030. El valor del traspaso no fue revelado públicamente.

## Clubes
| Club          | País   | Año       | Partidos | Goles |
| ------------- | ------ | --------- | -------- | ----- |
| Girona FC "B" | España | 2022-2025 | 38       | 2     |
| Girona FC     | España | 2023-2025 | 9        | 0     |
| UD Almería    | España | 2025-     | 12       | 0     |